# LG Optimus
LG Optimus er en serie af smartphones produceret af LG Electronics.
Lg Optimus 3D er den første 3D mobil telefon. Den blev annonceret i januar 2011. Den kører på nuværende tidspunkt på android 2.3 ice cream sandwich. 
| Grundlæggende Specifikationer |                                                                      |
| ----------------------------- | -------------------------------------------------------------------- |
| OS                            | Android 2.3                                                          |
| RF-bånd                       | GSM (850/900/1800/1900), UMTS (900/1900/2100), HSDPA 14.4/HSUPA 5.76 |
| Turbo3G                       | Ja                                                                   |
| Dimension: L x B x D          | 128x67x13                                                            |
| Display                       | 3D, 4.3", 480x800, 16M farver                                        |
| Batterikapacitet (mAh)        | 1500                                                                 |
| Meddelelser                   |                                                                      |
| E-mail                        | Ja (POP3, SMTP), Exchange server active sync                         |
| G-mail                        | Ja                                                                   |
| PIM                           |                                                                      |
| Kalender                      | Ja                                                                   |
| Alarm                         | Ja                                                                   |
| Telefonbog (antal navne)      | Ja                                                                   |
| Tilslutning                   |                                                                      |
| Wi-Fi                         | Ja (b/g/n)                                                           |
| HDMI                          | Ja Mini HDMI                                                         |
| DLNA                          | Ja, 1.5                                                              |
| USB/PC Sync                   | USB 2.0 HS / Ja                                                      |
| Bluetooth                     | Ja, v2.1 (EDR)                                                       |
| 3.5 Lydudgang/Jackstick       | Ja                                                                   |
| Avancerede faciliteter        |                                                                      |
| Højttalertelefon              | Ja                                                                   |
| Kameraopløsning (MP)          | 5 (Stereoskopisk)                                                    |
| Automatisk fokus              | Ja                                                                   |
| Intern hukommelse             | 8GB                                                                  |
| Ekstern hukommelse            | MicroSD op til 32 GB                                                 |
| MP3                           | Ja                                                                   |
| Videooptagelse                | Ja (1920x1080)                                                       |
| Videooptagelse 3D             | Ja                                                                   |
| Bluetooth-stereo              | Ja                                                                   |
| Videocodec                    | MPEG4, H263 , H264, DivX, WMV                                        |

Kilde LG Electronics
| Telefon | Spire Denne artikel om (mobil-)telefoner og telefoni er en spire som bør udbygges. Du er velkommen til at hjælpe Wikipedia ved at udvide den. |